# Blackbird (filme de 2019)
Blackbird (br: A Despedida) é um filme de drama britânico-estadunidense de 2019 dirigido por Roger Michell e estrelado por Kate Winslet, Mia Wasikowska e Susan Sarandon. É um remake do filme dinamarquês Coração Mudo, e estreou no Festival de Cinema de Toronto.

## Elenco
- Kate Winslet como Jennifer
- Mia Wasikowska como Anna
- Susan Sarandon como Lily
- Sam Neill como Paul
- Rainn Wilson como Michael
- Bex Taylor-Klaus como Chris
- Lindsay Duncan como Elizabeth
- Anson Boon como Jonathan

## Produção
O remake foi anunciado em julho de 2018, com Kate Winslet, Diane Keaton e Mia Wasikowska no elenco principal. Roger Michell foi anunciado como diretor, com as filmagens iniciadas em agosto.
As filmagens começaram em outubro, com Keaton sendo substituída por Susan Sarandon, e Sam Neill, Rainn Wilson, Bex Taylor-Klaus e Lindsay Duncan nos papéis coadjuvantes.

## Recepção
No Rotten Tomatoes, o filme tem um índice de aprovação de 61% com base nas avaliações de 87 reviews. O consenso dos críticos do site afirma: "Blackbird desperdiça sua premissa em narrativas superficiais, embora seu elenco esplêndido acrescente coração a um assunto delicado". No Metacritic, o filme tem uma pontuação média ponderada de 53 de 100, com base em análises de 18 críticas, indicando "críticas médias".